# حقیقت (فیلم ۲۰۱۵)
حقیقت (انگلیسی: Truth) یک فیلم زندگینامه‌ای و درام سیاسی به کارگردانی جیمز وندربیلت است که در سال ۲۰۱۵ منتشر شد.
داستان فیلم از این قرار است که در کوران انتخابات ریاست‌جمهوری آمریکا در سال ۲۰۰۴. تهیه‌کنندگان برنامه شصت دقیقه‌ای شبکه سی. ان. ان، مدرکی علیه جرج بوش کاندیدای جمهوری خواهان به دست می‌آورند. بر اساس این مدارک جرج بوش هیچ‌گاه در نیروی هوایی دوران خدمتش را سپری نکرده است. برنامه با نمایش مدارک روی آنتن می‌رود. در نهایت خبرنگاران شصت دقیقه همگی از کار اخراج می‌شوند.
حقیقت اولین فیلم جیمز وندربیلت در مقام کارگردانی است که فیلمنامه‌اش بر اساس کتاب حقیقت و وظیفه اثر ماری ماپس نوشته شده است. داستان فیلم به زندگی شغلی و کناره‌گیری دان راتر روزنامه نگار و مجری سی‌بی‌اس نیوز می‌پردازد.

## بازیگران
- رابرت ردفورد در نقش دان راتر
- کیت بلانشت در نقش ماری ماپس
- توفر گریس
- دنیس کواید
- الیزابت ماس
- بروس گرین وود
- دیوید لیونز
- جان بنجامین هیکی